# DOCTORS〜最強の名医〜
『DOCTORS 最強の名医』（ドクターズ さいきょうのめいい）は、テレビ朝日系「木曜ドラマ」枠（木曜 21時 - 21時54分）で放送された日本のテレビドラマシリーズ。主演は沢村一樹。
本項での「S」は第○シリーズ、「SP」はスペシャルを表す。
2023年までに通算シリーズ3本、スペシャル5本が放送されている。
2020年4月19日・4月26日には、日曜プライム枠にて2013年と2015年のドラマスペシャルを、2週連続の「傑作選」として放送予定であったが、同年4月23日に岡江久美子が急逝したことにより、26日は追悼として1月9日に放送した『森村誠一ミステリースペシャル・終着駅シリーズ〜雪の螢』に差し替えとなった。

## 概要
赤字経営の堂上総合病院に外科医の相良浩介がやって来る。浩介は患者に対して優しく接する一方で、医療の現場を欲や悪意で汚す者に対しては、脅しをかけたり、追い込んだりなど手段を選ばぬところも持ち合わせている。しかしそれは、自らの「患者を救うこと」という信念によるところからである。
主人公の相良浩介役を演ずる沢村は、当作品が木曜ドラマ初主演作となった。
第1シリーズ製作会見では沢村が「下ネタ封印をしようとしたが、比嘉愛未さんが美しいので出来ませんでした」などと下ネタ発言を連発し、比嘉からは「目標は沢村さんの話（下ネタ）をしっかり聞くことです」と言われる始末だった。同様に滝沢沙織からも「沢村さんのセクハラトークは撮影現場で十分ある。私も一緒にお風呂に入ろうと言われたけど、最後まで（沢村と）一緒にお風呂には入りません!」と言われるほどだった。第2シリーズ製作会見で沢村の話では「下ネタに関しては共演者の方があきらめたのか、何も反応しなくなった」などと発言している。

## 登場人物
年齢は第1シリーズと第2シリーズ。

### 堂上総合病院

#### 外科医局
相良浩介（さがら こうすけ）〈43 → 44〉
演 - 沢村一樹（小学生：福島永大〈SP FINAL〉）
経歴：東京医療大学医学部医学科
→東京医療大学病院（S1の1年前まで）
→ 休職
→ 堂上総合病院 外科医局（S1 - SP FINAL）
→ 堂上総合病院 副院長（SP FINAL）
東京医療大学病院を退職後、1年間休職し最初に声を掛けてくれた堂上総合病院に赴任する。約3000件の執刀記録を持つスーパードクター。
普段は飄々とした態度を取り、いつも笑顔を浮かべ容易に他人に心を探らせない。患者に対しては親切に応対するが、モラルに欠け仕事にやる気のない医者・看護師には策略を巡らせ仕事に集中せざるを得ない状況へ持ち込む。病院を大きくするのは自分のためと発言するが、本心は病院を患者にとって受け入れられる場所に変えることを目指していた。
甘いものが好物で、コンビニスイーツをよく食べる。一人称は「僕」。
他の外科医が外国車を使用する中、「小回りが利くから」と、妻の真希が乗っていた黄緑のダイハツタントを使っている。
第1シリーズ
堂上総合病院に勤めるスタッフたちの職業意識の低さを目の当たりにし、病院の意識改革に乗り出す。ステージIIの胃がんに倒れ、森山の手術を受ける。
スペシャル（2013年）
かつて西都大学病院で仙石大吾の治療を受けていた雪村絵里子の治療を担当する。森山の腹腔鏡手術を組み込んだオペでがんの根治を目指す。絵里子が仙石の患者と知って尻込みする森山に、大学時代の先輩である青柳順平に一芝居打たせて協力させる。
第2シリーズ
森山の院長就任の噂を耳にし、院長に相応しい人物になってもらおうと裏で様々なことを画策していたが、尿管結石で入院していた作家の鈴木龍之介にその思惑を看破され、自ら院長に就任することを考えるようになるとみせかけ、実は堂上総合病院の医師たちの意識改革のために芝居を打っていた。
西都大学病院脳外科教授の松田義雄に西都大学病院への移籍を打診されるが断り、そのかわりに特別講師として西都大学医学部の学生を指導することになる。
第3シリーズ
森山に土下座を強要されても、院長代理となった彼の命令に多少の反論をしつつも素直に従う素振りを見せている。しかし患者に対しては親身になって接する姿勢は、以前と変わっていない。医師が患者よりも自身のプライドや個人的感情を優先し、自分勝手な行動ばかり取ることについては、堂上病院を良くするためには必要のないことだと考えている。院長代理となった森山の、堂上病院を経済的･社会的な危機に陥れかねない横暴な振る舞いを容認していたのは、「危機感が選手（病院の個々のスタッフ）を奮起させ、チーム（病院全体のまとまり）を強くする」という発想に基づく計算の上での行動だったが、やがて満堂潤三郎率いる満潤会の暗躍など、相良自身も想定していなかった方向へ事態が進みつつあることに動揺し始める。
新春スペシャル（2018年）
堂上のブータン移住に伴い、現地で診療所開設準備の手伝いとして堂上に同行し、2週間ほど滞在ののち帰国すると、病院は新院長になった森山と彼が連れて来た経営コンサルタントの猿渡圭介によって暴走しようとしていた。そんな中、先天性胆道閉鎖症と診断され移植手術が必要とされる少女とその両親が訪ねて来て、自身にオペを依頼したいと懇願され、院長の森山に了承を得ようとするが、却下されてしまう。理由として、森山が出席し馬鹿にされた関東病院長会議において会長を務める伴財日出彦が経営する帝楼会病院からの転院であるということだったが、それは猿渡からの入れ知恵であった。猿渡を胡散臭いと感じ、やがて病院を正しい方向へと軌道修正するために画策を思いつき、猿渡が逮捕された後は自身が経営コンサルタントとしての任も兼務する。そして、森山の母 日美子が入院してくると、彼の面目を取り繕う嘘や出任せに付き合うことに協力するのを引き換えに、先の先天性胆道閉鎖症の少女のオペを行えるように協力させることに成功する。
佐々井圭（ささい けい）〈40 → 42〉
演 - 正名僕蔵
外科医。チーム森山の一人。医師としての判断力や技術は確かだが、人格面に難があり、職業意識や責任感も低いため、他の病院で解雇された経験を持つ。そんな性格が祟って、私生活でも妻に愛想をつかされ離婚されている。また、看護婦に対してもセクハラを行う。
大のキャバクラ好きで、敵視している相良とですら一緒に行こうとする。愛車は黒のBMW5シリーズ。
第1シリーズ
森山の腰巾着として相良を敵視しており、度々嫌味めいた発言をしている。東京医療大学病院の友人から相良の退職理由を聞き出し、森山らに告げ口した。
患者のカルテを見た際には、自分の記入ミスを認めず相原に責任転嫁し、看護師たちの集団抗議を招くが、互いに歩み寄り和解したことで傲慢な態度を改めた。
また、「日本のスーパー外科医100人」選出の際にも、相良から覆面取材をされていると嘘を吹き込まれ、森山らと共に勤務態度を改善。そのことで看護婦や患者からの評判が良くなる。
スペシャル（2013年）
仙石から段原・高泉共々スカウトを持ちかけられ気持ちが揺れ動くが、千住の密告で露見。森山から土下座されたことを機に堂上病院に留まった。
第2シリーズ
術中死した患者の遺族に手術ミスを疑われた際、不謹慎な発言をして反感を買い、訴訟を起こされる。診察対応が悪く、患者からの信頼を失い、主治医を降ろされるなど人格面でのトラブルが目立った。
また、相良が院長になる意向を見せた際には、森山のことを考えながらも相良主催の勉強会に段原・高泉と共に参加した。
第3シリーズ
森山の数々の奇行で仕事が激減、堂上病院の評判が下降したため、一時はチーム森山の面々と共に森山を無視して彼からの離脱を考えたが、須田幹生の手術で相良から森山が腹腔鏡手術から開腹手術に切り替え、名誉より患者を優先したことを告げられ、他の3人と共に森山の下へ戻った。満潤会が進める堂上病院買収の話や森山が深く関与していることは知らなかったが、生体ドミノ肝移植の手術参加を拒む森山を説得、結果的に彼の背中を押した。
高泉賢也（たかいずみ けんや）〈29 → 31〉
演 - 敦士
外科医。チーム森山の一人。佐々井や段原よりは腕が劣る。人を助けるという使命感で医者を志したのではなく、3代続く実家の病院を継ぐため親の敷いたレールの上を進んで来た。堂上総合病院での勤務は腰掛け程度にしか考えておらず、医師としても未熟。婚約者である芙美との結婚を控えており、その後無事に新婚生活を始める。
デイトレーダーで勤務中も株の動向を1時間おきに欠かさずチェックし、1000万円近くの儲けを出している。愛車は白のアウディTT。
第1シリーズ
新しく導入された夜間救急を相良、皆川と共に受け付けるも、その際に行った手術でデイトレードのパソコン画面から目を離した結果大損してしまい、本業に真剣に取り組まざるを得なくなった。当初は医療に熱が入ってなかったが、いつの間にかチーム森山が開く酒の席でも仕事内容を口にするようになっていった。
また、「日本のスーパー外科医100人」選出の際には、相良から覆面取材をされていると嘘を吹き込まれ、森山らと共に勤務態度を改善。そのことで看護婦や患者からの評判が良くなる。
スペシャル（2013年）
仙石から佐々井・段原共々スカウトを持ちかけられ気持ちが揺れ動くが、千住の密告で露見。森山から土下座されたことを機に堂上病院に留まった。
第2シリーズ
田代洋一の手術で相良の助手に指名され、その手術の際にいつかは病院を継がなければならない立場にある自分の将来について考えてくれる相良に感服する。
また、相良が院長になる意向を見せた際には、前述の件があったため段原・高泉とは異なり、自ら進んで相良主催の勉強会に参加していた。
千住義郎（せんじゅ よしろう）〈35 → 37〉
演 - 斉藤陽一郎
麻酔科医。チーム森山の一人。人とのコミュニケーションが苦手で、時間外勤務はしないと決めているが、相良に脅され仕方なく手術に立ち会う。酒が飲めないため、いつもチーム森山の飲み会ではオレンジジュースを飲んでいる。日常生活においても愛飲していることが多い。
第1シリーズ
相良の初手術に立ち会い、その腕前に驚嘆する。「日本のスーパー外科医100人」選出の際には、スーパー麻酔科医100人の企画はないのかと嘆いていた。
スペシャル（2013年）
佐々井、段原、高泉との飲み会で転職の話を聞き出し、そのことを森山に密告した。
第2シリーズ
相良から手術における麻酔科医の重要性について説かれ、術前カンファレンスで意見を求められるなど今までにない対応をされ気味悪く思いながらも、森山が麻酔科医をどう思っているか問うてしまうなど、相良の思惑通りに事が進んでいく。相良から東京医療大学病院での研修を紹介された際には、スキルアップをするために自ら受けることにした。
段原保（だんばら たもつ）〈36 → 38〉
演 - 尾崎右宗
外科医。チーム森山の一人。森山の腰巾着にしてイエスマン。相良が赴任当時はかなり傲慢な医師であったが、次第に相良に感化されていく。だが、チーム森山でいるときは相変わらず単純でお調子者。シリーズを重ねるごとに、生体肝移植など難しいオペのときには相良の第一助手を多く指名されており、オペ技術の信頼は厚い。
愛車は赤のジャガーFX。
第1シリーズ
「日本のスーパー外科医100人」選出の際に、相良から覆面取材をされていると嘘を吹き込まれ、森山らと共に勤務態度を改善。そのことで看護婦や患者からの評判が良くなる。
スペシャル（2013年）
仙石から佐々井・高泉共々スカウトを持ちかけられ気持ちが揺れ動くが、千住の密告で露見。森山から土下座されたことを機に堂上病院に留まった。
第2シリーズ
相良が院長になる意向を見せた際には、森山のことを考えながらも相良主催の勉強会に佐々井・高泉と共に参加していた。
第3シリーズ
担当する患者親子に、優しくていいドクターだと口コミサイトで褒められ嬉しくなって有頂天に。その際に独身であると判明する。
牧野茂樹（まきの しげき）
演 - 苅羽悠（S1第1話・第2話）
夜間アルバイト医師、外科医志望。全くやる気がなく、患者が急変しても処置しようとしなかった。相良の執刀助手を任され洗練された手術手技に驚嘆する。
瀬戸晃（せと あきら）
演 - 浅利陽介（S3 - ）
研修医を終えたばかりの若手外科医。城相大学医学部出身。森山が院長代理に指名されたのとほぼ同時期に外科医局に入る。森山が院長代理となったことを発表した直後に、多くの医者や看護師の前で相良への憧れを嬉しそうに話したことで、森山およびチーム森山の面々に目をつけられる。

#### 総合診療科
皆川和枝（みながわ かずえ）〈48 → 49〉
演 - 伊藤蘭
経歴：堂上総合病院 内科（S1第1話 - 第2話）
→ 無職（S1第2話）
→ 堂上総合病院 総合診療科（S1第3話 - ）
内科医。堂上とは古くからの知り合い。職業意識に欠ける人材ばかりのなかで、数少ない良心的な医師。相良の人柄・腕前は認めつつも裏で立ち回る彼の真意を探っている。家族は息子の雅也と妹の琴美。
第1シリーズ
職場の人間関係に疲弊し、息子の高校受験を支えるためもあり、三田中央病院に移ることが決まっていた。しかし彼女の能力・人格を惜しんだ相良の思惑で移籍の話が白紙に戻され、新設された総合診療科の担当となる。
第2シリーズ
森山が院長に相応しい人物になってもらおうと相良が裏で様々なことを画策していたことをなんとなく察してはいた。相良が自ら院長に就任しようとする態度に反発し、宮部に彼に協力しないよう忠告する。
第3シリーズ
院長代理に就任した森山の傍若無人な振る舞いに反発しており、その森山の命令に素直に従うことが多くなった相良に対して、何か芝居をしているのではと疑っている。後に相良本人から、彼自身の行動がある「計算」に基づく行動であることを打ち明けられ、同時に彼の「共犯者」として、堂上や桃井を含めた病院の全スタッフに「相良の計画」について他言しないよう求められる。
中村恵
演 - 下宮里穂子（S1）
看護師。

#### 産婦人科
小早川啓一
演 - 林泰文（S2第2話）
医師。江里口加奈の担当医。

#### 整形外科
下柳宏（しもやなぎ ひろし）
演 - 木下政治（S2第6話）
医師。田代洋一の担当医。

#### 病棟看護師
宮部佐知（みやべ さち）〈29 → 30〉
演 - 比嘉愛未
経歴：堂上総合病院 病棟看護師（S1 - S2最終話）
→ 西都大学病院 オペ看護師部（S2最終話 - SP2015）
→ 堂上総合病院 病棟看護師（S3 - ）
第1シリーズ
勤務9年目の正看護師。愛想があまり良くないため、仕事は出来るが最低の看護師だと相良に評された。そのため相良に対しては強い反発心を抱いていたが、病院の意識改革が進む中で看護師としての初志を再び思い出し、患者の心を理解しようと努力を怠らないようになる。
第2シリーズ
作家の鈴木龍之介が退院した後、相良が自ら院長に就任しようとする態度に戸惑う。相良の依頼で、千住の取り込みに協力した後、相良が院長になる意志があることを皆川に話す。看護師としてのさらなるスキルアップを目指し、西都大学病院オペ看護師部に転職する。
第3シリーズ
堂上病院に復帰するが、自分に対して「君が西都大学病院でスキルアップしたとは思えない。むしろ駄目になったんじゃないか」と冷たく接するようになった相良に再び不満を抱くようになり、患者とのコミュニケーションも時間の無駄と考えてしまうようになっていたが、皆川のアドバイスなどを経て、仕事における態度を改めるようになる。そんな中、院長代理となった森山の方針に反発する相原や吉川から森山が院長室にいれば、確実に病院は潰れてしまうと聞かされ、さらには一緒に病院を辞めないかと誘われ困惑する。
2023新春スペシャル
相良からプライベートでもずっと一緒にいたいと言われ、「はい」と答える。
相原亜美（あいはら あみ）〈22 → 23〉
演 - 黒川智花
看護師で宮部の後輩。宮部とは正反対でいつも明るく笑顔を絶やさないが、勤務して日が浅いこともあり、初歩的なミスを繰り返し起こしてしまう。先輩の宮部を尊敬し、新人から立派な看護師へと成長する。
第1シリーズ
佐々井からセクハラを受けたり、ミスの責任転嫁をされ号泣してしまう。この一件がきっかけで、看護師たちは外科医たちへ集団抗議を起こすこととなる。
田村戸紀子（たむら ときこ）〈53 → 54〉
演 - 宮地雅子
経歴：堂上総合病院 病棟看護師長（S1第1話 - 第5話）
→ 堂上総合病院 副院長（S1第5話 - ）
勤務20年目の看護師長。全部の科を回っており、病院のことはすべて把握している。新人の相原や宮部を厳しく指導する一方、仕事に真面目に取り組み、患者への労わりも心得ている。
第1シリーズ
看護婦が医者に意見することには否定的だったが、佐々井が相原に暴言を吐いたことに激昂、他の看護師たちと共に佐々井に謝罪を要求する。佐々井と和解した後、色々な科を回り堂上総合病院の全てを把握していることから、堂上から長年の功績が認められ副院長に選ばれる。
第3シリーズ
大学病院から復帰した宮部が患者をよく見ていなかったことに反省、落ち込んでいた時、優しく忠告して彼女を立ち直らせた。
新春スペシャル（2018年）
院長になった森山に対して、これまで以上に厳しく接するようになり、相変わらず自分勝手で稚拙な言動をとる森山を、桃井と共に叱咤する。
吉川みずき（よしかわ みずき）〈37 → 38〉
演 - 阿南敦子
看護師。おしゃべり好きで、ナースステーションのムードメーカー。 内科、呼吸器科、心臓外科を回って外科に配属されている。
藤波あかね
演 - 折井あゆみ（SP2013）
新人看護師。指導看護師は宮部。
松下萌（まつした もえ）〈21〉
演 - 藤原令子（S2）
新人看護師。指導看護師は宮部。仕事が覚えられないと宮部の前で堂々と公言する。

#### 手術室看護師
浜田
演 - 羽村純子
手術室看護師（オペ看）。
※羽村は第1シリーズから出演していて、2021新春スペシャルで役名がつく。田口寛子もオペ看として第1シリーズから出演しているが役名はない（第1シリーズ第六話では、森山から「田口君」、第3シリーズ第四話では、相良から「羽村さん」と呼ばれている）。

#### 事務長
桃井正一（ももい しょういち）〈62 → 63〉
演 - 小野武彦
事務長。病院の赤字体質を脱却するために、相良を堂上総合病院にスカウトしたが彼に振り回されることとなる。
第3シリーズ
海外へのバカンス旅行で病院を留守にすることになった堂上から、彼女が院長代理として指名した森山のお目付け役を任されるが、森山が院長代理の肩書きを利用し、他のスタッフはおろか事務長である自分にすら何の相談もなく横暴な方針を採るようになり、さらには彼が院長代理に就任して以降、患者やその家族からのクレームが殺到するようになった状況に危機感を募らせ、田村に「院長が旅行から戻るころには、病院は潰れているかもしれない」と不安を洩らしている。
また患者へのリスク告知が原因で、口コミサイト内での病院の評価が徐々に低下していることに焦る。しかし森山は対策を講じることもなく、最終的には患者数の激減という最悪の結果をもたらした。自分が大切にしてきた病院を危機的状況に追い込んだとして、森山に対して激しい怒りと憎しみを露にしていた。

#### 院長
森山卓（もりやま すぐる）〈44 → 45〉
演 - 高嶋政伸（小学生：佐藤尊〈SP FINAL〉）
経歴：堂上総合病院 外科医局（S1 - S2）
→ 堂上総合病院 院長代理（S3第1話 - 第3話）
→ 堂上総合病院 外科医局（S3第4話以降）
→ 堂上総合病院 院長（SP2018 - ）
院長の堂上の甥に当たる外科医。腹腔鏡手術のスペシャリストで、その腕前は器具で鶴や亀を折り紙で折ってしまうほど自他ともに認める堂上総合病院の後継者でありエース。そのため外科医たちのほとんどは彼の同調者（チーム森山）となっている。特上天丼が好物で、昼食の出前でよく頼んでいる。一人称は、公の場では「僕」、プライベートでは「俺」。愛車は黒のメルセデス・ベンツ。
外科医としての技術も知識もあり、難手術も当たり前にこなす。しかし相良に劣等感を持ち自分を過小評価。そのくせ病的なまでに傲慢かつ自信過剰で、その傲慢ぶりには堂上も手を焼いている。自身の執刀にミスがあっても決して患者に謝罪せず、非を認めない。また、手術については、自分の腕前を国内外からの見学人にアピールするためのショーもしくはパフォーマンスとして捉えている。逆に自身が手術を受ける側になると、「研修医のモルモットにされる!!」などとヒステリックになり、意識を失うまで手術を始められない状態になる。興奮したり、自分の思い通りにならないことがあると口を一文字にし、「んんんん!」と奇怪な呻り声をあげる癖がある。相良が堂上総合病院で初めて執刀した手術を見て相良の外科医としての腕を見抜くも、その存在が気に入らず何かにつけて敵対しており、彼からの提案・指示は（森山自身にとってプラスとなるものを除いては）基本的には聞き流したり拒否したりしている。一方で相良から少しでも強気な姿勢で詰め寄られるとたじろいでしまうなど小心者な一面も見せる。
自分が他のスタッフ（特に相良）よりも高い地位･役職に就いたり、自分の手術の腕前をアピールする機会を得たりすると上機嫌になって調子に乗り、逆に自分が叱られたり、否定されたり、周りから相手にされなくなるとひどく落ち込んだりするなど、自身の境遇の変化に伴う感情や態度・言動の浮き沈みが激しく、皆川からは「褒めれば付け上がる、叱れば拗ねる、煽てればすぐ調子に乗る」「根本的に『自分を省みる』ことができない」と陰で非難されているが、森山自身は「本当は素直になりたい」と思っている節が少なからずある模様。
その傲慢さや稚拙さ、器の小ささは、患者や堂上病院以外の医師や医療関係者の間でも周知されており、相良や堂上といった周囲の医師たちと比較され、揶揄、軽蔑されることも珍しくない。それもまた、相良に対するコンプレックスや敵意を抱く一因となっている。
このような性格に加え、普段からこれ見がよしに裕福な暮らしを送っているため、病院の改革案として、医師のマイカー通勤を禁止された際、一般的な通勤には四苦八苦していた（人に行先を聞く、降りる場所や乗るバスの方面を間違える。結局、タクシーを使い病院へと向かった）。
第1シリーズ
相良の策略で多くの見学者に見守られる中、100万人に1人の難病である腹膜偽粘液腫の手術に成功し、医療業界では有名人になる。相良や皆川ですら病名を突き止められなかった浜岡ゆき乃のことを気にかけ、原因不明の病名を突き止めた。
しかし、仙石会で相良と比較され嘲笑われた際には、自分の医療技術や人格にも否定的になっていた。そのため、相良の手術を担当した際には、相良を救うべきか否かで激しく葛藤していたが、無事に成功させる。
その後、常に自分や堂上総合病院を嘲笑する仙石会から脱退。同時に、初めは否定的だった生体肝移植手術を行うことも決意する。また、本人は気づいていなかったが、相良に影響されコンビニスイーツを食べるようになり、いつの間にか甘党になっていた。
スペシャル（2013年）
テキサス医科大学へ3か月間研修に行き、マクドナルド教授に師事し腹腔鏡手術を学んで帰国する。雪村絵里子のオペでアメリカで学んだ技術を披露できると浮かれていたが、以前に仙石の患者と知って尻込みする。仙石のところへ謝罪に訪れたときに土下座を強要され、深くプライドを傷つけられる。仙石の圧力で堂上総合病院が潰されるのを阻止すべく密かに土下座の練習をしていた。
第2シリーズ
堂上に後継者に指名されたが、病院内公衆の面前で「院長になれば、相良を解雇する」と相良に通告する場面を見た銀行の融資担当者は、森山の人格やもし相良が辞めると病院経営が立ちゆかなくなることを懸念し、2億円の融資を都合する条件として堂上が院長を続けることを宣告され、結局森山の院長就任は白紙に戻った。院長に相応しい人格者にならんとガンジーの伝記に傾倒するなど、相良の思うところとは異なる方向へ進んでいく。
第3シリーズ
バカンス旅行のために病院を留守にすることとなった堂上から院長代理に指名される。この人事は、堂上の「立場が人を変える。代理とはいえ、院長という立場に就けば、いずれはその地位にふさわしい人間になるだろう」という考え、もしくは願いに基づくものであるが、森山本人はこの人事を自分が堂上病院を好き勝手にできるチャンスと捉えていた。
病院の全スタッフに院長代理就任について発表した際、病院のスローガンとして「Patient（患者）」「Priority（優先順位）」「Pride（プライド）」の「3P」を掲げるが、3つ目の「プライド」は、「患者様を治してやっているんだ」という、所謂「上から目線」のものである。
病院周辺の挨拶回りなど、手術とは無関係の院長代理としての仕事に対しても消極的で、桃井の目を盗んでは、こっそり院長室を抜け出して外科医局に顔を出している。
外部の人間に患者の情報を漏らしたとして相良に土下座をさせるなど、傍若無人ぶりをエスカレートさせていくが、入院していた患者が次々と亡くなるという非常事態が発生し、そのたびに院長代理としての立場上、亡くなった患者の遺族に治療経過の説明や謝罪をしなければならないことに辟易するようになり、入院を検討している患者とその家族に、入院しても病気が治らない可能性があるといった自筆の張り紙を貼るという暴挙に出る。
こうした自分勝手な振る舞いが、患者数の激減という緊急事態をもたらし、帰国した堂上に泣きながら謝罪していたが、その後は態度を一変させ、これまでの指針とその結果について自分には責任は無いと反省の色をまったく見せず、堂上が院長に復帰し、病院全体が改革を行わざるを得ない状況になっても、「俺はブレない！」と開き直り、相変わらず自分勝手で自由気ままな言動を取っている。
相良の「計算」によってチーム森山が徐々に医師としての職業意識を高めていくようになっても、依然態度を改めることなく、逆に「周囲から仲間はずれにされている」という思い込みで、不貞腐れるように自分勝手で稚拙な振る舞いを増長させていく。
新春スペシャル（2018年）
長きにわたり病院を支えてきた堂上がブータンに移住したため、堂上より病院経営を引き継ぎ院長に就任する。堂上より全ての意思を受け継ぐ気持ちで張り切って初の関東病院長会議に出席するが、会長の伴財日出彦をはじめ他の病院長たちからはぞんざいに扱われ、一番隅っこの席に座らされた挙句、他の出席者には料亭の高級仕出し弁当が配られたのに対し自分だけは市販の「鳥のから揚げ弁当」を出されるという嫌がらせ同然の仕打ちを受け、我慢できずに物申そうとするも、逆にその場にいた病院長全員から堂上病院共々嘲笑されてしまうという、この上ない屈辱を味わう。そんな伴財たちを見返してやろうと、他の病院スタッフたちの耳も貸さず、自身が連れて来た経営コンサルタントの猿渡圭介とともに病院の100周年記念プロジェクトと称して勝手に無謀な計画を立て始め、病院をおかしな方向へ暴走させようとするも、猿渡が逮捕され、相良が経営コンサルタントを引き受けたことでその計画は全て白紙となる。ある日、自身の母・日美子が腹痛を訴え病院に緊急搬送されて来たことにより自身が日美子の主治医となるも、他の病院スタッフが見ている前で自身のマザコンぶりが露呈してしまう。そんな中で、相良から病院の評判を上げるアイディアとして腹腔鏡オペのスペシャリストとして名高い自身のオペを全世界に配信する『ライブオペ』を提案され、早速渋谷に潰瘍性大腸炎の患者を斡旋してもらい、自身の腕を披露すべく準備が着々と進めたが、肝心のライブオペ当日に日美子の容態が急変し、緊急オペが必要となるが、日美子から「卓ちゃんのオペ以外は絶対に受けない」と言い張られ、紆余曲折の末、やむなく日美子のオペをライブ中継する羽目になるが、事前に宣伝していた腹窮境オペではなかった上、自らのマザコンぶりまでも晒してしまったことで、観客から大顰蹙を買い、日美子のオペこそ無事に終わったものの、ライブオペで自分や堂上病院の名誉を挽回させるという目論見は大失敗に終わってしまう。

#### 前院長
堂上たまき（どうがみ たまき）〈70 → 71〉
演 - 野際陽子
経歴：堂上総合病院 院長（S1 - S3）
→ ブータンの診療所（SP2018 - ）
院長。経営のことで常に頭を悩ませているが、そのため現場の実態が見えていない。森山は甥に当たり、いずれ彼に病院を継がせることを望んでいる。森山を甘やかしている場面が多いが、彼と違い医者としてのモラルはあり、患者と向き合おうとしなかったり、困難に直面してふてくされる森山を時に叱責、激励することもある。
相良が度々経営に関して口を挟むことを苦々しく思っているが、患者が増えるという魅力には抗えず、言われるがままにそれらを実行している。
第1シリーズ
許可もなく勝手に手術した相良に辞職を促すが、驚異的な手術手技を魅せられ、多額の年収を上乗せし呼び戻す。
スペシャル（2013年）
仙石の圧力で患者数が激減し、堂上総合病院が潰される危機に悩まされる。
第2シリーズ
森山を後継者に指名したが、病院の将来を不安視した相良の計略により、森山の院長就任は一旦白紙に戻り、結局院長を続けることになる。さらに、院長に就任することを相良に宣言されてしまい困惑する。
第3シリーズ
物語開始より少し前から、長期休暇を利用して海外へのバカンス旅行に出かけ、その際に森山を院長代理に、桃井を彼のお目付け役に指名していた。旅行先から日本に戻り、病院に向かった際、休診日ではないにもかかわらず閑散とした待合室の光景を目の当たりにし、それが院長代理に指名された森山の身勝手な振る舞いによってもたらされたことだと知り愕然とする。
患者数の激減を由々しき事態とし、病院の全スタッフに患者を再び呼び戻す努力をするよう呼びかけるが、このような事態を招いた張本人である森山だけが危機感を全く持っておらず、堂上自身が院長に復帰した後もマイペースな言動ばかりを繰り返していることに業を煮やし、何らかのお仕置きを与えようと模索している。
新春スペシャル（2018年）
現役の医師として患者を診るため、今後の病院経営を甥の森山に任せ、ブータンに診療所の開業を決意し移住する。
ファイナル（2023年）
変わらずブータンに住んでいる設定。

### 西都大学病院
仙石大吾
演 - 柴俊夫（S1第7話・最終話 / SP2013）
消化器外科部長・教授。森山の大学時代の恩師だが、関係はあまり良くない。自身の教え子で構成された仙石会を率いている。論文の数と上司への気遣いで教授になったため、手術の腕は全く良くない。
第1シリーズ
ボストン研修から帰国し、仙石会メンバー・萩原伊知郎や甲斐三郎らが集まる。その席で堂上病院が有名になったのは相良の力によるものだと発言し、病院の功労者は自分だと吹聴していた森山のプライドを傷つけ、彼の脱退を誘発する。
スペシャル（2013年）
生体肝移植を成功させた相良と森山への意趣返しとして、開業医が堂上病院への紹介状を書かないよう圧力をかけ患者数を激減させる、チーム森山にスカウトを持ちかけて切り崩しを図るなどの嫌がらせをする。その圧力に耐え兼ねた森山が謝罪に訪れたときに土下座を求め、彼のプライドを深く傷つける。また、医学部長選挙に臨み、取り巻きである仙石会メンバーに選挙運動をさせるが、相良の言葉に揺れた3人の医師の裏切りで1票差で落選する。
松田義雄
演 - 小日向文世（SP2013 / S2第5話 - 最終話 / SP2015）
脳外科部長兼医学部部長・教授。優秀な脳外科医で、周囲の推薦で医学部長選挙に立候補するも部長職には興味を示さなかったが、相良に患者の治療を第一に考えている医師こそが今の大学病院には必要だと言葉をかけられ、部長になることを前向きに考えるようになり、仙石に1票差で勝利する。医学部長就任後、相良に西都大学病院への移籍を打診する。
矢野倉実（やのくら みのる）
演 - 伊東孝明（S2第5話 - 最終話）
脳外科講師。松田の部下。
東条賢介
演 - 野村宏伸（S2最終話）
心臓血管外科部長・教授。
諸星貴一
演 - 篠井英介（S2最終話 / SP2015）
消化器外科部長・教授。
望月綾子
演 - 生田智子（S2最終話）
オペ室看護主任。
春川太一郎
演 - 渡辺大（SP2015）
呼吸器外科医。交際中の宮部を父・誠、母・幸紀に紹介するが、仕事を続けたい彼女に結婚を断られる。
桐ヶ谷純
演 - 長谷川朝晴（SP2015）
消化器外科副部長・准教授。
梅屋敷隆史
演 - 川野直輝（SP2015）
関友也
演 - 牧田哲也（SP2015）
上記2名は相良の勉強会に参加する若手医師。

### 仙石会
西都大学医学部卒業生で仙石大吾の教え子の集まり。
萩原伊知郎
演 - 三上市朗（S1第7話・最終話 / SP2013）
仙石会メンバー。「日本のスーパー外科医100人」に選出されている。仙石に相良のことを伝え、堂上病院を変えたと豪語する森山を集団で嘲笑った。
仙石が医療ミスで患者を死なせた際には、仙石から責任を押し付けられた。その後、医学部長選挙の際に無効票を投票する。
小田村聡
演 - 青島健介（S1第7話・最終話 / SP2013）
仙石会メンバー。相良の言葉を受け仙石に不信感を持ち、医学部長選挙の際に無効票を投票しようとした。
東幸之助
演 - 西ノ園達大（S1第7話・最終話 / SP2013）
仙石会メンバー。仙石の逆鱗に触れ、アフリカ送りにさせられる。
城山一太
演 - 中脇樹人（S1第7話・最終話 / SP2013）
仙石会メンバー。相良の言葉を受け仙石に不信感を持ち、医学部長選挙の際に無効票を投票する。
甲斐三郎
演 - 田崎トシミ（S1第7話・最終話）
仙石会メンバー。「日本のスーパー外科医100人」に選出されている。

### 東京医療大学病院
神山慎一
演 - 小林隆（S1第7話・最終話）
医師。相良の大学時代の恩師。相良に病気が見つかり東京医療大学病院で手術することを勧める。
宮沢真人（みやざわ まさと）〈43〉
演 - 須田邦裕（S3第4話）
消化器外科医局員。相良の後輩。現在、転職先を探している。
神宮寺忠彦
演 - 山本亨（S3第8話）
心臓血管外科教授。
長谷川則道
演 - 井上肇（SP2021）
教授。相良の知り合い。花村玲子のセカンド・オピニオンを担当する。

### 北海道快栄病院
青柳順平
演 - 升毅（SP2013 / S3第8話・最終話）
医師。相良の大学時代の先輩。学会で上京した際に相良の依頼で一芝居打ち、森山が雪村絵里子の手術を引き受けるよう協力する。
犬丸健也
演 - 山崎潤（S3最終話）
医師。

### 東京よつば銀行
久保田一郎
演 - 村杉蝉之介（S2第1話）
融資課行員。堂上総合病院に2億円を融資する価値があるのか、病院内に潜入し実地調査を行う。
小川昌広
演 - 青山勝（S2第1話・第6話・第8話）
融資課行員。
大坪雅人
演 - 佐伯新（S2第1話）
融資課行員。
浦啓一郎
演 - 木村靖司（S3第5話・第8話・最終話）
融資課行員。堂上病院の融資担当者。
花村玲子
演 - 石田ひかり（SP2021 / SP FINAL）
新宿支店融資課課長。患者。森山から堂上総合病院創立100周年記念式典のために1400万円の融資を依頼されるが、その森山が原因で堂上総合病院が2年連続赤字を出していることを理由に融資を断り、さらに根本的な“体質改善”＝経営改革が必要であると宣告する。その後、階段から転び右足の腓骨にヒビが入ったために堂上総合病院に入院することになるが、その後に腰に痛みを訴えたことから検査した結果、初期段階の膵頭部がんであることが発覚する。
玲子が入院している間、娘の明紗は父親の治と母親のかつ江が岩手から来て面倒を見ている。
平賀洋二
演 - 橋本じゅん（SP2021）
新宿支店融資課係長。玲子の部下であるが、その実彼女の存在を疎ましく思っており、玲子が入院した後にセカンド・オピニオンを受けたことを知るとなにか裏があると悟り、森山に接近して彼女の病状を知ると、それを利用して彼女を蹴落として、自分がそのポストを奪うことを目論む。
岸弘幸
演 - 湯江タケユキ（SP2021）
新宿支店融資課行員。平賀の腰巾着。
三田沢和久
演 - 吉田鋼太郎（SP2021）
新宿支店支店長。玲子の上司。玲子のことを信頼しており、膵頭部がんであることが発覚した彼女を案じて、仕事のことは気にせず治療に専念するよう命じるが、それにより玲子は自分が降格してしまうことを恐れ絶望する。
実は三田沢の妻も先月膵頭部がんだと宣告され、主治医からは手術をしても無駄だと言われていた。玲子の手術後、相良に妻を診てほしいと頼み快諾される。
小岩井実
演 - 木村龍（SP2021 / SP FINAL）
新宿支店融資課行員。玲子の部下。

### 医療法人「満潤会」
二宮敬次郎
演 - 堀部圭亮（S3第6話 - 最終話）
満堂の秘書。
満堂潤三郎
演 - 大和田伸也（S3第6話 - 最終話）
満潤会グループ 会長。堂上病院を手中に収めるため、策略を巡らす。

### その他
渋谷翔子（しぶや しょうこ）〈30 → 31〉
演 - 滝沢沙織
エスアイ製薬 MR。製品の売り込みのため、独自の人脈を使い相良に協力する。同じ目的で、森山に対しても情報提供を行っている。
第2シリーズ
「相良が自ら院長に就任しようと画策している」と皆川や宮部が会話しているのを偶然耳にしてしまい、その情報を森山と松田に教える。
加瀬沢芙美（かせざわ ふみ） → 高泉芙美（たかいずみ ふみ）
演 - 遠野あすか（S1 / SP2013）
高泉賢也の婚約者 → 高泉の妻。
相良真希（さがら まき）
演 - 中村ゆり（S1 / SP2013）
相良浩介の妻。腹膜偽粘液腫という病気を患い他界する。彼女の遺した言葉は、その後の相良の生き方に大きく影響を与えた。
ナナ
演 - 伊藤久美子（S1第7話 / SP2013 / SP2015 / S3第4話 - 最終話 / SP2018 / SP2021 / SP FINAL）
クラブホステス。他の女性が敬遠するなか森山に近づき、病院内で地位を確立するためには相良を殺害するしかないと耳元で囁く。
スペシャル以降は森山の愚痴聞き役。天然っぽいが、初登場の時のような過激な内容を嘯くことはなくなり、彼女の些細な発言が森山への良いアドバイスに転じる相性の良い相手となる。SP2018では森山に求婚されるも、その気は無く断っている。
森山日美子
演 - 松坂慶子（SP2018 - ）
森山卓の母。堂上たまきの妹。

### ゲスト
第1シリーズ / スペシャル（2013年） / 第2シリーズ / スペシャル（2015年） / 第3シリーズ / スペシャル（2018年） / スペシャル（2021年） / スペシャル（2023年）
複数話・単話登場の場合は括弧（）内に表記

#### 第1シリーズ（2011年）

##### 第1話（第1シリーズ）
落合幸三
演 - 田口主将
軽い症状で入院していたがたまに襲ってくる下腹部の痛みの前兆があり、夜中に急変し緊急手術となる。妻は病室に付き添い夫を心配する。
三好昌代
演 - 舟木幸
晋平の妻。晋平が死亡し困惑を隠せず、娘も納得がいかず、手術を担当した森山に説明を求めるが相手にされなかった。
三好晋平
演 - 小浜正寛
成功率は低くなかったはずの手術中に容態が急変し死亡する。
三好寛子
演 - 黒崎レイナ
晋平と昌代の娘。
落合朋子
演 - 斎藤正子
落合の妻。
橋本加代
演 - 望月広子
相良に診察を受ける外来患者。

##### 第2話（第1シリーズ）
木ノ内昌子
演 - 村野友美
急な腹痛で、夫が同乗する救急車で堂上総合病院に救急搬送されて来る。
木ノ内克明
演 - 石田太郎
昌子の夫。

##### 第3話（第1シリーズ）
松村薫
演 - 笛木優子
症例数が少ない難病に掛り、相良の発案で堂上総合病院が初めてチーム医療に挑戦する。
北島忠之
演 - 矢島健一
相良の元上司。
松村信一
演 - 神尾佑
薫の夫。薫の聞いたことのない病名に困惑する。
勝村
演 - 岩本淳
総合診療科の患者。

##### 第4話（第1シリーズ）
野々村雅也
演 - 笠原秀幸
彰人と美佐子の息子。父が蒸発してから勉強を諦めず頑張り、奨学金を利用し大学に進学する。
夏木俊
演 - 西山潤
昆虫学者を夢見る京明に通う中学生。エリートになるよう父、母に期待されていることがプレシャーに感じ、日々悩んでいる。
同級生との関係も上手くいっていない。彰人と同室になり交流を持つことでお互いの抱えている悩みが良い方向へと変わってゆく。
野々村彰人
演 - 浅野和之
中高一貫進学校・京明を卒業後、東京大学に入学、大手の商社に就職するが家庭や仕事上のプレシャーに耐えきれず蒸発し、ホームレスに転落する。
夏木礼子
演 - 神野美紀
俊の母。
夏木達也
演 - 長棟嘉道
俊の父。
河原崎司
演 - 澤畠流星
俊の同級生。
野々村美佐子
演 - 川口圭子
彰人の妻。蒸発した夫を未だに許せず入院費支払いを拒否している。

##### 第5話（第1シリーズ）
坂口和夫
演 - 鶴見辰吾
広告代理店の営業職で取引先と外食することが多く、不摂生な生活を続けていた。
坂口貴子
演 - 中原果南
坂口の妻。乱れた生活習慣により病気になったにもかかわらず反省をしない夫に呆れる。
佐田美香
演 - 逢澤みちる
相良の担当患者。本日退院した。

##### 第6話（第1シリーズ）
浜岡菜緒
演 - 柴田杏花
ゆき乃の娘。10歳。
浜岡ゆき乃
演 - 加藤貴子
シングルマザー。皆川が診察し、相良が胆嚢摘出手術を執刀。手術は成功したが、高熱が続き術後の経過がよくない。実は娘に話していないある秘密を抱えていた。
糸川公平
演 - 近江谷太朗
医療雑誌「Medical today」編集者。「日本のスーパー外科医100人」選出のために堂上総合病院を訪れる。

##### 第7話（第1シリーズ）
高杉誠
演 - 水橋研二
光太郎の実父。唯一光太郎に移植することが可能だが現在再婚し、妻と娘がおり、家族を守らなくてはならない立場から移植に協力することをためらっている。
高杉尚子
演 - 遊井亮子
誠の後妻。
八代美佐
演 - 秋本祐希
光太郎の母。誠の前妻。
八代孝史
演 - 松尾諭
光太郎の父。美佐の再婚相手。
八代光太郎
演 - 澁谷武尊
重度の肝硬変にかかり、肝臓移植を受ければ回復の見込みがある。母は肝炎を患った過去があり、父は血が繋がっていないため両親とも手術適応外で助けることが出来ない。
高杉礼美
演 - 信太真妃
誠と尚子の娘。

#### スペシャル（2013年）
雪村絵里子
演 - 奥貫薫
末期がん患者。西都大学病院で仙石の治療を受けていたが、治る見込みがなく余命半年と宣告される。堂上総合病院を訪れ、相良から根治は可能との説明を受けてもなお希望を見出せず、担当看護師である宮部に自分の気持ちは分からないと八つ当たりをしてしまう。
桜井稔
演 - 永井大
堂上総合病院の入院患者。アイビス法律事務所 弁護士。退院する際、宮部を食事に誘い交際を申し込むが、仕事を優先したいとの理由で断られる。
雪村謙一
演 - 眞島秀和
絵里子の夫。相良を信じて妻を献身的に看護し、息子の遼と共に妻を励ます。
戸倉充博
演 - 半海一晃
西都大学病院の医学部長選挙の開票発表者。
能勢裕之
演 - 河野洋一郎
ドクターステップ主任。仙石の命令で佐々井・段原・高泉を好条件でヘッド・ハンティングする。
雪村遼
演 - 土師野隆之介（S2第8話〈回想〉）
謙一・絵里子の息子。小学生。

#### 第2シリーズ（2013年）

##### 第1話（第2シリーズ）
榊原美由紀
演 - 京野ことみ
手術を受けた母の病状はよくなるどころか手術を受ける前よりさらに悪化していき、森山に不信感を募らせる。その影響で父との関係も険悪になってしまう。
榊原直子
演 - 山口美也子
美由紀の母。森山の腹腔鏡手術を受け、術前では順調に回復すれば5日間で退院できると説明を受けていた。
榊原晴彦
演 - 遠藤たつお
美由紀の父。
大島愛子
演 - 市山京香
初期の直腸癌で術式自体はさほど難しくないが、手術中に予期せぬ問題が生じた場合に人工肛門を造設するかもしれないと佐々井から説明を受けるが、その内容はデリカシーがなかった上に説明不足だったため、深く心を傷つけられて一時は手術を拒絶するなど自暴自棄になるも、相良からきちんとした説明を受けたことで安堵する。その様子を見ていた美由紀は母の再手術を相良に依頼する。
大島加代
演 - 角南範子
愛子の母。

##### 第2話（第2シリーズ）
江里口加奈〈36〉
演 - 大河内奈々子
妊娠17周目で後腹膜腫瘍を発症していることが判明した患者。胎児を帝王切開で安全に産むための条件、妊娠22周目まで治療を先延ばしにした場合、胎児は救えるが癌は進行し、母体と胎児を同時に救うことは非常に難しい状況にあった。結婚12年目、不妊治療の末の妊娠であるため中絶という選択肢は考えられなかったが、夫は母体を優先させてほしいと願う。森山に足りない人格を備えさせようという相良の魂胆に利用されるが、結果的に相良が執刀医を務めた。
江里口高志
演 - 近藤公園
加奈の夫。
梅沢忠彦
演 - 中丸新将
梅沢忠彦法律事務所 弁護士。佐々井が執刀し術中死した患者の弁護を担当する医療訴訟の専門家。
田村雅人
演 - 矢嶋俊作
手術後に亡くなった患者の遺族。

##### 第3話（第2シリーズ）
皆川雅也
演 - 中川大志
皆川和枝の息子。母に会った帰りに病院の前でバイクとの接触事故に遭い、肝臓の臓器60%を摘出、肝内胆管の損傷などの重体を負ってしまう。
磯部芳明
演 - 阿南健治
森山から食道動脈瘤による内視鏡手術を受けるが状態は安定せず再び病変から出血し、命の危険に晒される。森山と同じAB型Rh (-)。

##### 第4話（第2シリーズ）
鈴木龍之介（すずき りゅうのすけ）〈55〉
演 - 笹野高史
著名な小説家。本名は鈴木二郎。尿管結石による背部の痛みで堂上病院に緊急搬送されてくる。職業柄優れた洞察力を持ち、相良が心の奥底で考えている病院改革の深層を見抜く。
河合とも子（かわい ともこ）
演 - 大路恵美
働きづめの毎日で疲労が蓄積されたことや胆石が引き金となって、胆嚢炎を発症する。親族に結婚を反対され、かけおち同然で故郷を後にしてから、15年間両親とも顔を合わせず、息子と娘を誰に頼ることなく1人で育ててきた。
河合源一郎
演 - 大出俊
とも子の父。
河合静
演 - 一柳みる
とも子の母。
河合大輝
演 - 吉井一肇
とも子の息子。
藤村豆四郎
演 - 田窪一世
歌舞伎俳優。
盛山卓郎（もりやま すぐろう）〈45〉
演 - 串間保
北都大学病院 外科部長。歌舞伎俳優の手術を担当した医師として注目を浴びる。
河合紗菜
演 - 奥田こころ
とも子の娘。

##### 第5話（第2シリーズ）
遠藤春夫（えんどう はるお）〈50〉
演 - 小宮孝泰
進行性の癌の宣告を受け、早急な手術を必要としているが重度の心臓病を抱えており、大手術に耐えられるかの判断が難しい患者。

##### 第6話（第2シリーズ）
田代洋一（たしろ よういち）〈57〉
演 - 田山涼成（S2第7話）
骨折で入院している患者。検査の段階で進行度の高い癌が見つかり、相良が現在の状況であれば根治も可能だと説明するが、患者自身が生きる希望を見失っており、手術を拒否する。
仕事上では長期の単身赴任中で妻、息子、娘とは離れて暮らし、子供たちが成長する大事な場面をこれまで何度も見逃してきたと話す。
田代秋枝
演 - 黒田福美（S2第7話）
洋一の妻。
田代聡
演 - 篠田光亮（S2第7話）
洋一と秋枝の息子。
田代あさみ
演 - 水崎綾女（S2第7話）
洋一と秋枝の娘。
畠山健介（はたけやま けんすけ）
演 - 少路勇介
あさみの彼氏。お笑い芸人を目指している。

##### 第8話（第2シリーズ）
青井和己（あおい かずみ）〈38〉
演 - 山中聡
食道がんの告知を受け、妻や娘のために手術を受ける決意をするが、家族との外出中に食道穿孔を発症、緊急手術をしなくてはならない状況に陥るが希少血液のボンベイ型であるため、輸血のストックがなく、相良は無輸血手術で行うことを決断する。
青井涼子
演 - 安藤玉恵
和己の妻。
蔵本昌弘
演 - 石井洋祐（S2最終話・SP2015）
小野塚らと同室の入院患者。退院後、異所性悪性褐色細胞腫を発症する。
小野塚誠
演 - 村松利史（S2最終話・SP2015）
牧洋一郎
演 - 顔田顔彦（S2最終話・SP2015）
三島翔太
演 - 脇知弘（S2最終話・SP2015）
上記3名は大部屋の入院患者。
青井美優
演 - 三本采香
和己と涼子の娘。

##### 最終話（第2シリーズ）
大村奈加子（おおむら なかこ）〈55〉
演 - あめくみちこ
肝臓右葉がんや骨盤内血管の腫瘍を発症し、原因は血管内平滑筋腫瘍であることが判明する。がんは心臓まで達しており、心臓血管外科がない堂上総合病院では手術は難しいと夫に説明するが、奈加子はいくつもの病院を回ってようやく正確な病名を診断してくれた堂上での治療を強く希望する。
大村清一
演 - 野添義弘
奈加子の夫。

#### 新春ドラマスペシャル（2015年）
ニーナ
演 - 多岐川華子
ナナと同じ店で働くキャバクラ嬢。
どぶろっく
演 - 本人
森山がDr.フラフープとして出演した情報番組『どぶろっくのこれ、キテるんじゃないの!?』司会者。
ドクターP
演 - ちゅうえい（流れ星）
『どぶろっくのこれ、キテるんじゃないの!?』出演者。タレントドクター。
春川誠
演 - 大森博史
春川太一郎の父。
春川幸紀
演 - 深沢エミ
春川太一郎の母。
蔵本薫
演 - 石浜美希
蔵本真央
演 - 杉浦琴乃
上記2名は蔵本の家族。
大野幸夫
演 - 友部康志
術後の痛みを訴えるが、担当医の森山は所在不明で代わりに相良に処置してもらう。
小林友規
演 - 貝瀬智
クローン病を患い西都大学病院に入院している患者。臨床研究に値しない症例に分類され、治療途中で転院を余儀なくされる。
小林勉
演 - 高桑満
小林良子
演 - 清野佳津美
上記2名は小林の両親。

#### 第3シリーズ（2015年）

##### 第1話（第3シリーズ）
平林芙美江
演 - 佐津川愛美
若年層では珍しい症例の肝血管肉腫を発症し、手術成功率が極めて低く失敗する確率も高い。
平林昌幸
演 - 竹財輝之助
芙美江の夫。
田部兼造
演 - 中村靖日
衆議院議員。元厚生労働省官僚。

##### 第2話（第3シリーズ）
平松啓輔
演 - 西岡德馬
中学生時代に親友だと思っていた武藤に裏切られ、その因縁の相手と50年振りに入院先の病院で再会を果たす。
武藤重之
演 - 志賀廣太郎
中学生時代に親友の平松が同級生から嫌がらせを受けていたが、助けることが出来ずにいじめる側についてしまった。
武藤恵子
演 - 水木薫
武藤の妻。
田中誠一郎
演 - 福本伸一
医療ミスを主張する遺族。

##### 第3話（第3シリーズ）
堀口晴子
演 - 西田尚美
15年前の事故で左肺を失い、さらに事故の後遺症で喉奥が変形し、全身麻酔が使えない状況ではS状結腸がんの切除は難しいと、多くの専門医から手術を断られ続けてきた。
堀口弘和
演 - 志村東吾
堀口茜
演 - 松浦愛弓
上記2名は晴子の家族。夫は妻を助けるために傍で付き添い、これまで何件も根気よく病院を回って来た。

##### 第4話（第3シリーズ）
李羊羊（り やんやん）
演 - 小松和重
北京国際旅遊有限公司日本支社長。中国の富裕層向けに旅行を企画している代理店で、森山が配信した腹腔鏡のパフォーマンス動画に興味を示す。
須田幹生（すだ みきお）〈17〉
演 - 山本涼介
全大腸炎型潰瘍性大腸炎患者。堂上病院の悪評が瞬く間に広がり、常連の病院利用者が離れる中、父の代からかかりつけ病院だった堂上を信じ、命を預ける。
須田克也
演 - 井上康
須田雅子
演 - 越智静香
上記2名は幹生の両親。

##### 第5話（第3シリーズ）
小金沢春樹
演 - 柏原収史
芳雄の息子。倉木運送社員。夢を応援してくれなかった父と軋轢が生じ、父の病気治療には協力出来ないと病院側からの要望を拒否する。
小金沢節子
演 - 梅沢昌代
芳雄の妻。夫の病状が思わしくないことから、万が一の事も考え、絶縁状態だった息子に連絡を入れる。
小金沢芳雄〈65〉
演 - 市川勇
クリーニング店店主。直腸がんに伴い肝転移を併発。1回の手術で腫瘍を全て取り除く術式は安価な費用で済むが、その分身体の負担が大きく病気の根治も難しい。2回に渡って手術を行い病気を完全に根治させる方法がより最善だと相良から説明を受けるが、クリーニング店の経営に余裕がなく、術式1回の方法を選ばざるを得ない状況に置かれている。

##### 第6話（第3シリーズ）
今井孝子〈35〉
演 - 遠藤久美子
蕎麦屋の娘。会計事務所事務員。内服液や点滴療法で先天性胆道拡張症の進行を抑えてきたが、内科的治療も限界に達し、手術しなければならないところまで病状が悪化する。
星野太郎
演 - 渋谷謙人
花屋の息子。孝子の6歳年下の幼馴染。
今井昌幸
演 - 諏訪部仁
今井由美江
演 - 大草理乙子
上記2名は孝子の両親。
波多野博〈55〉
演 - 針原滋
上腸間膜動脈瘤破裂による腹腔内出血で緊急搬送され、搬送先が見つからないなかで森山が独断で引き受ける。

##### 第7話（第3シリーズ）
安藤紀代子
演 - 丘みつ子
胃がんを発症した入院患者。
安藤要次
演 - 徳秀樹
安藤睦月
演 - 笠木泉
安藤啓太
演 - 藤本哉汰
上記3名は紀代子の家族。
淵森拓郎
演 - 金井勇太（S3第8話・最終話）
森山が助けたバスの乗客。
淵森波子
演 - 岡まゆみ（S3第8話・最終話）
淵森拓郎の母。

##### 第8話（第3シリーズ）
久保浩子
演 - 阿知波悟美
バッド・キアリ症候群の女性。
久保功
演 - 伊藤正之
久保凛子
演 - 鉢嶺杏奈
上記2名は浩子の家族。
淵森秀一郎
演 - 高杉瑞穂（S3最終話）
淵森尊之
演 - 団時朗（S3最終話）
上記2名は淵森拓郎の家族。

##### 最終話（第3シリーズ）
真鍋ゆりえ
演 - 桜田ひより
生体ドミノ肝移植の患者。
真鍋周平
演 - 鈴木健介
ゆりえの父。生体ドミノ肝移植のドナー。
真鍋紗江子
演 - 田中広子
ゆりえの母。

#### 新春スペシャル（2018年）
伴財日出彦
演 - 石橋蓮司
帝楼会病院の院長。関東病院長会の会長も務める重鎮。相良やたまきをそれぞれ、「優秀な医師」「立派だった」と評する一方、森山に対しては「ボンクラ」、「ぺっぺー」呼ばわりするなど、徹底的に見下しており、森山が後を継いだ堂上病院についても、「先が長くない」と見くびっている。
猿渡圭介
演 - 手塚とおる
自称・経営コンサルタント。ゴルフコンペで森山と知り合い意気投合。病院の敷地内に温泉を掘削したり、「くしゃみ外来」「いびき外来」などのユニークな診療科を増やすなど様々な提案を森山に持ちかける。だが、日本に持ち込みが禁止されているヤモリを密輸入し、自宅で飼育していることが発覚し、警察に逮捕され、病院も解雇される。爬虫類愛好家の間では通称「ヤモリの猿渡」と呼ばれていた。
折原美都
演 - 鈴木梨央
先天性胆道閉鎖症を患う少女で、父親からの生体肝移植手術を受ける。
折原克也
演 - 粟島瑞丸
美都の父。生体肝移植手術のドナー。
折原聡美
演 - 安藤聡海
美都の母。
小野寺圭吾
演 - 朝倉伸二
関東病院長会メンバー。伴財の腰巾着で、彼に便乗して森山を見下す。森山のライブオペを伴財の代わりに見に行くが、その惨憺たる内容に呆れ果て、憤慨しながら途中退席した。
小松川弘
演 - 髙橋洋
帝楼会病院の医師。美都の主治医だったが、手術を拒否された。
沖伸一郎
演 - 中野剛
関東病院長会メンバー。伴財の腰巾着、彼に便乗して森山を見下す。森山のライブオペを伴財の代わりに見に行くが、小野寺同様に森山の醜態に呆れて、途中退席した。
大村完二
演 - 後藤康夫
相良の担当患者。
葛城明美
演 - 水希友香
俊樹の母。
葛城俊樹
演 - 東拓海
18歳の高校生。森山がライブオペをするため、他の病院から転院してきた潰瘍性大腸炎の患者。オペ当日に森山が急遽、日美子の手術をすることになったため、相良と交代した。
又野よし乃
演 - 田澤和恵
総胆管結石で入院している佐々井の担当患者。森山のライブオペの患者オーディションで不合格にされる。
大野誠一
演 - 林正春
胃の粘膜下腫瘍で入院している段原の担当患者。森山のライブオペの患者オーディションで不合格にされる。

#### 2021新春スペシャル
乾丈太郎
演 - 野間口徹
広告会社の社員。堂上総合病院の創立100周年記念式典の企画を持ち込む。商魂逞しく、記念式典を盛大にするための企画を持ち込むだけでなく、式典のための融資を受けられるための知恵を森山に積極的に授ける反面、融資の話が頓挫しかけた際には森山や桃井の前で「何がなんでも記念式典やってもらわなきゃ…、あとは堂上（病院）がどうなろうと…」と利己的な本音ともいえる言葉を呟いていた。
アンジェロ田中
演 - 飯尾和樹（ずん）
乾が連れてきたスタイリスト。イタリアかぶれな服装と口癖が特徴。堂上総合病院の創立100周年記念式典のための森山の衣装を合わせるが、相良や桃井からは「チャップリンのコスプレ」と失笑される。
花村明紗
演 - 高松咲希
花村玲子の娘。小学5年生。玲子は帰りが遅いので、夕食はシッターに作ってもらっている。
花村治
演 - 加藤四朗
花村玲子の父。玲子が入院している間、明紗の面倒を見るため岩手から出てくる。
花村かつ江
演 - 勝倉けい子
花村玲子の母。治とともに岩手から出てくる。

#### 2023新春スペシャル
- 堂上総合病院100周年を越えて、院長の森山卓は新たな技術となる手術ロボットを導入すべく、銀行より2億円もの融資を画策していた。

銀行側は、赤字体質である病院の経営体質や、以前に担当者が病気で倒れた際に相良浩介の手術によって助けられた点から、相良を院長とするのなら融資を行うと提案した。森山は難色を示したが、最終的に相良を副院長に昇格すること、森山に問題が発生すればすぐに院長を解雇する約束で融資が決定した。
ロボット手術の講習を受ける森山は、その講習トレーナーである皆川琴美と意気投合しお見合いに至る。
- タイトルにもファイナルとあり登場人物の変化も顕著になった。相良は小学生の頃に森山に助けれられた過去が明かされ、その恩から一年の休職後に堂上総合病院で勤務するきっかけとなったことがわかった。

- 相良と相良に好意を抱く看護師の宮部との関係にも進展がみられた。進展が進んでいる様子で、二人の共通の待ち合わせ場所も決めている。

- 森山の性格にも変化が見られ、自分のプライドが消えて患者のために患者や職場の仲間とともに病院を改善していくことを心に決めて、副院長の相良と改革していくことで合意するところで番組は終了した。

皆川琴美
演 - 菅野美穂
皆川和枝の妹で、森山のお見合い相手。45歳。医療ロボットメーカー「ロボテクス」の社員。以前に離婚歴があり、息子・翔太がいる。巨大後腹膜腫瘍の腫瘍内出血で倒れる。
森脇誠一
演 - 味方良介
肝移植手術を受けた患者。
森脇裕子
演 - 小島藤子
森脇誠一の妻。妊婦。腸閉塞のため病院のロビーで倒れ、相良から帝王切開と腸の手術を受ける。
大村智己
演 - 土屋伸之
弁護士。真由の父。
皆川翔太
演 - 小田将聖（ジャニーズJr. / 少年忍者）
皆川琴美の息子。15歳。有名な中高一貫校に在席。将来は外科医を目指している。
大村美沙子
演 - 信川清順
弁護士。真由の母。智己の妻。
森脇孝太郎
演 - 森永徹
誠一の父。
森脇恵
演 - 金沢きくこ
誠一の母。孝太郎の妻。
大村真由
演 - 鎌田英怜奈
副腎腫瘍患者。森山からロボットによる手術を提案される。両親は弁護士で、森山へロボット手術の経験歴などを問い詰めて拒否、相良の手術を受けることを希望する。
木村敏朗
演 - 古川がん
瀬戸の患者。
柿田早苗
演 - 柿弘美
高泉の患者。
加藤新一
演 - 高橋K太
佐々井の患者。
田所綾美
演 - 一岡瑞希
千住の患者。
大川大吾
演 - 白仁裕介
段原の患者。
森脇浩介
演 - 濱田翠生
帝王切開により生まれた森脇夫婦の息子。夫婦共に相良の手術を受けた。相良にあやかって「浩介」という名前が付けられる。

## 用語
※ストーリー内にたびたび登場する施設・会社・組織などを記す。
堂上総合病院
堂上総合病院は、大正11年にできた堂上診療所から始まり、昭和14年に堂上医院、平成3年に堂上総合病院になる。
院長は堂上たまきが務めていたが、ブータンに移住したため甥の森山卓が引き継ぐ。地域に根付いた民間病院であるが、慢性的な赤字体質で、医師も看護師も患者に寄り添うプロ意識が欠如しつつある。
歴代院長
- 堂上玉次郎（初代）
- 堂上玉雄（2代目）
- 堂上たまき（3代目）
- 森山卓（4代目）

## スタッフ
- 脚本 - 福田靖
- 音楽 - 林ゆうき
- 演出 - 本橋圭太、猪原達三（S1 - S2）、樹下直美（S2 - S3）、常廣丈太（S3）
- 医療監修 - 森田豊、林恭弘
- 医療アドバイザー - 森田豊
- 医事監修 - 堀エリカ、長谷川剛
- 医事指導 - 林恭弘、長谷川剛、水田耕一、平川輝治、内ヶ崎西作
- 医療協力 - 加藤実、渡辺徹雄、小ヶ口恭介
- 看護指導 - 堀エリカ、上野真希、RFN
- 看護指導助手 - 上野真希
- 手術映像協力 - 河村浩二
- ゼネラルプロデューサー - 三輪祐見子[注 9][91]
- チーフプロデューサー - 黒田徹也[注 10]
- プロデューサー - 松野千鶴子（アズバーズ）、及川博則（S1 - SP2013）、神馬由季（アズバーズ / SP2015 - SP2018）、岡美鶴（アズバーズ / SP2018）、都築歩（テレビ朝日 / SP2021）
- 制作協力 - アズバーズ
- 制作著作 - テレビ朝日

## 主題歌
- 第1シリーズ・スペシャル - JUJU「Lullaby Of Birdland」[92]（ソニー・ミュージックアソシエイテッドレコーズ）
- 第2シリーズ - B'z「ユートピア」[93]（VERMILLION RECORDS）
- 新春ドラマスペシャル・第3シリーズ - コブクロ「奇跡」[94]（ワーナーミュージック・ジャパン）

## 放送日程

### 第1シリーズ
- 2011年10月27日 - 12月15日、全8話。
- 最終話は15分拡大（21時 - 22時9分）。
- 同枠で平均視聴率が14%を上回ったケースと最終回が15%以上を上回ったケースは「同窓会〜ラブ・アゲイン症候群」以来。

| 各話                                                           | 放送日         | サブタイトル                                      | 演出     | 視聴率 |
| -------------------------------------------------------------- | -------------- | ------------------------------------------------- | -------- | ------ |
| 第1話                                                          | 2011年10月27日 | 真夜中のオペは3500万円                            | 本橋圭太 | 13.7%  |
| 第2話                                                          | 11月03日       | 夜間救急は3倍儲かりますよ!                        | 本橋圭太 | 14.4%  |
| 第3話                                                          | 11月10日       | 100万人に1人! オペ大成功なら有名人                | 猪原達三 | 15.7%  |
| 第4話                                                          | 11月17日       | ホームレスの手術代誰が支払いますか?               | 猪原達三 | 11.6%  |
| 第5話                                                          | 11月24日       | 絶体絶命!! ナース達の反乱                         | 本橋圭太 | 14.3%  |
| 第6話                                                          | 12月01日       | スーパー外科医100人に選ばれたい!!                 | 本橋圭太 | 14.3%  |
| 第7話                                                          | 12月08日       | 余命1年…外科医が癌に倒れる                        | 猪原達三 | 15.0%  |
| 最終話                                                         | 12月15日       | 500グラムの命を運ぶ11時間の超絶オペが、今始まる!! | 猪原達三 | 18.5%  |
| 平均視聴率 14.8%（視聴率はビデオリサーチ調べ、関東地区・世帯） |                |                                                   |          |        |

### スペシャル
| 放送日        | サブタイトル | 演出     | 視聴率 |
| ------------- | --- | -------- | ------ |
| 2013年6月01日 | 今夜復活!! 患者のためなら手段を選ばないスーパードクターが帰ってきた!! 余命180日大学病院が見捨てた患者…史上最強の敵登場で病院崩壊の危機!! | 本橋圭太 | 14.7%  |

### 第2シリーズ
- 2013年7月11日[98] - 9月5日、全9話。
- 初回及び最終話は15分拡大（21時 - 22時9分）。

| 各話                                                           | 放送日        | サブタイトル                             | 演出     | 視聴率 |
| -------------------------------------------------------------- | ------------- | ---------------------------------------- | -------- | ------ |
| 第1話                                                          | 2013年7月11日 | 極秘オペは2億円!? 最強決戦が今夜始まる!! | 本橋圭太 | 19.6%  |
| 第2話                                                          | 7月18日       | 母子ともに救えるか超絶オペが始まる!!     | 本橋圭太 | 16.6%  |
| 第3話                                                          | 7月25日       | 2000人に1人!? 息子が重体で緊急オペ!!     | 本橋圭太 | 16.8%  |
| 第4話                                                          | 8月01日       | 衝撃告白!! ベストセラー作家が緊急入院    | 猪原達三 | 15.7%  |
| 第5話                                                          | 8月08日       | 今夜、クーデターが始まる!!               | 猪原達三 | 18.8%  |
| 第6話                                                          | 8月15日       | 次のターゲットは!? 手術拒否の患者の謎    | 本橋圭太 | 15.9%  |
| 第7話                                                          | 8月22日       | 派閥崩壊!! 余命半年の患者を救う必殺技    | 樹下直美 | 18.5%  |
| 第8話                                                          | 8月29日       | 決戦前夜!! 輸血不可能!?新チームが挑む    | 本橋圭太 | 20.0%  |
| 最終話                                                         | 9月05日       | 前代未聞の合同オペ!! いざ最強決戦!!      | 本橋圭太 | 21.7%  |
| 平均視聴率 18.3%（視聴率はビデオリサーチ調べ、関東地区・世帯） |               |                                          |          |        |

### 新春ドラマスペシャル
- 「日曜エンタ」枠で放送。

| 放送日        | サブタイトル | 演出     | 視聴率 |
| ------------- | --- | -------- | ------ |
| 2015年1月04日 | 患者のためなら手段を選ばないスーパードクターが帰ってきた!! 恩人がすい臓がんに!! 難手術を乗り越える秘策とは!? 14キロ激やせドクターとのクビを賭けた闘いが今夜始まる | 本橋圭太 | 12.5%  |

### 第3シリーズ
- 2015年1月8日[102] - 3月5日、全9話。
- 初回は15分拡大（21時 - 22時9分）。

| 各話                                                           | 放送日        | サブタイトル                                                 | 演出     | 視聴率 |
| -------------------------------------------------------------- | ------------- | ------------------------------------------------------------ | -------- | ------ |
| 第1話                                                          | 2015年1月08日 | 完全復活!! 20センチ巨大腫瘍を体外で切除!? 新たな闘いが始まる | 本橋圭太 | 14.6%  |
| 第2話                                                          | 1月15日       | トラブル続出!! 死ぬ前に…50年目の真実                         | 常廣丈太 | 14.6%  |
| 第3話                                                          | 1月22日       | 医者の本音が大暴走 勝負をかけた48時間                        | 樹下直美 | 14.4%  |
| 第4話                                                          | 1月29日       | 一発逆転（秘）手術で、17歳と世界を目指す                     | 本橋圭太 | 13.3%  |
| 第5話                                                          | 2月05日       | 病に倒れた医師!! 父と子を結ぶ究極オペ                        | 常廣丈太 | 16.9%  |
| 第6話                                                          | 2月12日       | 強敵登場!! 2人の患者を緊急同時オペ!!                         | 樹下直美 | 14.3%  |
| 第7話                                                          | 2月19日       | 最大の誤算!! 50億のかかった緊急オペ!!                        | 本橋圭太 | 12.5%  |
| 第8話                                                          | 2月26日       | 最後の大逆転!! 心停止!? 50万分の1の病                        | 常廣丈太 | 13.2%  |
| 最終話                                                         | 3月05日       | 運命の最終オペ!! 超最難関!! 患者3人の同時リレー移植開始      | 常廣丈太 | 15.3%  |
| 平均視聴率 14.4%（視聴率はビデオリサーチ調べ、関東地区・世帯） |               |                                                              |          |        |

### 新春スペシャル
| 放送日        | サブタイトル | 演出     | 視聴率 |
| ------------- | ------------ | -------- | ------ |
| 2018年1月04日 |              | 本橋圭太 | 12.9%  |
| 2021年1月10日 |              | 本橋圭太 | 12.4%  |

### 新春ドラマスペシャル DOCTORS〜最強の名医〜ファイナル
| 放送日        | サブタイトル | 演出     | 視聴率 |
| ------------- | ------------ | -------- | ------ |
| 2023年1月03日 |              | 本橋圭太 | 9.2%   |

## 関連商品
- DVD&Blu-ray BOX（2012年4月6日発売、発売元：テレビ朝日 / 販売元：TCエンタテインメント）
- ノベライズ（町井登志夫著、2013年7月5日発売、朝日文庫）